# Vincent Pontare
Fred Vincent Pontare (nascido em 13 de maio de 1980) é um compositor, produtor e cantor sueco. Ele também é conhecido pelo monônimo Vincent . Colabora regularmente com Salem Al Fakir como compositor, produtor e duo Vargas & Lagola. Juntos, eles trabalharam com muitos artistas proeminentes, incluindo: Avicii, Axwell Ʌ Ingrosso, Madonna, Seinabo Sey e Lady Gaga. Além de seu trabalho de composição e produção, eles lançam música pop alternativa como Vargas & Lagola.
Em agosto de 2017, eles foram artistas de destaque no "Friend of Mine" de Avicii do EP Avici (01), que eles co-escreveram.

## Carreira
Vincent Pontare iniciou sua carreira musical como artista solo sob o nome de Vincent lançando seu single de estreia "Paradise" em 2006 e os álbuns Lucky Thirteen (2007) e Godspeed (2011). Outros sucessos como Vincent incluem "Don't Hate on Me", "Miss Blue" e "Baby Hurricane". Em 2008 Pontare ganhou o prêmio de guitarra STIM Platinum. Sua carreira de escrever músicas para outros artistas começou a ganhar força em 2012, quando ele co-escreveu "Save The World" e "Reload" do Swedish House Mafia, interpretadas por Sebastian Ingrosso e Tommy Trash .
Entre as primeiras co-escritas com Salem Al Fakir estão o single "Hey Brother" de Avicii, de 2013, que chegou à Billboard Hot 100 e "Younger " de Seinabo Sey. No álbum de 2013 de Katy Perry, Prism, ele co-escreveu e produziu "Love Me" com Bloodshy, Magnus Lidehäll e Camela Leierth.
No Grammy Sueco de 2014, Vincent Pontare, Salem Al Fakir e Magnus Lidehäll foram premiados como Compositor do Ano depois de escrever para o álbum de Veronica Maggio Handen i fickan fast jag bryr mig e o álbum Början på allt de Petter, e trabalhar com artistas como Galantis. Em 2014, ele escreveu várias músicas no álbum de Mapei, Hey Hey e Avicii, "The Days" e "Divine Sorrow" (com Wyclef Jean). Pontare seguiu com outro ano de sucesso em 2015, co-escrevendo a maioria das músicas do aclamado álbum de estreia de Seinabo Sey, Pretend, e músicas para o álbum Rebel Heart de Madonna. Ele também colaborou no single "Bang My Head" de David Guetta com Sia e Fetty Wap .
Vargas & Lagola co-escreveram alguns dos maiores sucessos de Axwell Ʌ Ingrosso – “More Than You Know”, “Sun Is Shining”, “Dreamer” e mais – retirados do álbum de 2017 More Than You Know. A dupla também contribuiu com duas músicas para o álbum Prequelle, indicado ao Grammy, da banda de rock sueca Ghost, incluindo o segundo single do álbum, "Dance Macabre", que liderou o Mainstream Rock Chart da Billboard.
Em 2018, no mesmo momento em que Vargas & Lagola entraram na cena pop alternativa com o hit "Roads", eles dividiram o primeiro lugar como compositores mais transmitidos da Suécia por músicas como Avicii - "Without You" (com Sandro Cavazza) e "Waiting For Love". Depois de trabalhar em estreita colaboração com Avicii por vários anos, Al Fakir e Pontare desempenharam um papel fundamental na finalização do álbum póstumo de Avicii de 2019, TIM, e são artistas de destaque em três das músicas do álbum. Em 5 de dezembro de 2019, Vargas & Lagola se apresentaram no Avicii's Tribute Concert em Estocolmo.
O álbum de estreia de Vargas & Lagola, The Butterfly Effect, foi lançado em janeiro de 2020.

## Vida pessoal
Vincent Pontare é filho do renomado músico sueco Roger Pontare (nascido Roger Johansson). Vincent tem um irmão chamado Viktor Pontare. 
Vicent Pontare é casado com Agnes, com quem namora desde 2009.

## Discografia

### Como Vargas & Lagola
- 2020: O Efeito Borboleta

### Como artista solo

#### Álbuns
| Ano  | Álbum | Posição alcançada(SWE) | Certificação |
| ---- | --- | ---------------------- | ------------ |
| 2007 | Lucky Thirteen - Data de lançamento: 7 de novembro de 2007 - Gravadora: Little Stereo Recordings - Músicas: - 2006: "Paradise" - 2007: "Don't Hate on Me" - 2008: "Miss Blue"                                                                 | 25                     |              |
| 2011 | Godspeed - Data de lançamento: 29 de agosto de 2011 - Gravadora: Little Stereo Recordings - Distribuição: Warner Music Suécia - Músicas: - 2010: "Baby Hurricane" - 2011: "The Moment I Met You" - 2011: "Put Your Money Where Your Money Is" | –                      |              |

#### Músicas
| Ano  | Música                               | Posição alcançada | Posição alcançada | Posição alcançada | Posição alcançada | Álbum            |
| Ano  | Música                               | SWE               | FIN               | GER               | SWI               | Álbum            |
| ---- | ------------------------------------ | ----------------- | ----------------- | ----------------- | ----------------- | ---------------- |
| 2006 | "Paradise"                           | 23                | –                 | –                 | –                 | Lucky Thirteen   |
| 2007 | "Don't Hate on Me"                   | 7                 | –                 | –                 | –                 | Lucky Thirteen   |
| 2008 | "Miss Blue"                          | 6                 | 19                | 39                | 23                | Lucky Thirteen   |
| 2008 | "This Is for You"                    | –                 | –                 | 74                | –                 | Música sem álbum |
| 2010 | "Baby Hurricane"                     | –                 | –                 | –                 | –                 | Godspeed         |
| 2011 | "The Moment I Met You"               | –                 | –                 | –                 | –                 | Godspeed         |
| 2011 | "Put Your Money Where Your Money Is" | –                 | –                 | –                 | –                 | Godspeed         |

### Créditos de composição e produção
| Year | Artist                           | Title                                                             | Album                         |
| ---- | -------------------------------- | ----------------------------------------------------------------- | ----------------------------- |
| 2005 | Agnes                            | "I Believe"                                                       | Agnes                         |
| 2009 | Matt Dusk                        | "Don't Hate on Me"                                                | Good News                     |
| 2011 | Agnes                            | "Don't Go Breaking My Heart"                                      | Música sem álbum              |
| 2012 | Swedish House Mafia              | "Save The World"                                                  | Until Now                     |
| 2012 | Sebastian Ingrosso & Tommy Trash | "Reload"                                                          | Música sem álbum              |
| 2012 | Dada Life                        | "Kick Out the Epic Motherfucker"                                  | The Rules of Dada             |
| 2012 | Nause                            | "Hungry Hearts"                                                   | Música sem álbum              |
| 2012 | Agnes                            | "All I Want Is You"                                               | Veritas                       |
| 2012 | Agnes                            | "Human Touch"                                                     | Veritas                       |
| 2012 | Agnes                            | "Got Me Good"                                                     | Veritas                       |
| 2012 | Agnes                            | "Nothing Else Matters"                                            | Veritas                       |
| 2013 | Katy Perry                       | "Love Me"                                                         | Prism                         |
| 2013 | Avicii                           | "You Make Me"                                                     | True                          |
| 2013 | Avicii                           | "Hey Brother"                                                     | True                          |
| 2014 | John Martin                      | "Anywhere For You"                                                | Música sem álbum              |
| 2014 | Galantis                         | "Smile"                                                           | Galantis (EP)                 |
| 2014 | Galantis                         | "You"                                                             | Galantis (EP)                 |
| 2014 | Galantis                         | "Help"                                                            | Galantis (EP)                 |
| 2014 | Dada Life                        | "Born To Rage"                                                    | Música sem álbum              |
| 2014 | Dada Life                        | "One Smile"                                                       |                               |
| 2014 | Mapei                            | "Blame It On Me"                                                  | Hey Hey                       |
| 2014 | Mapei                            | "Believe"                                                         | Hey Hey                       |
| 2014 | Mapei                            | "What's Innit 4 Me"                                               | Hey Hey                       |
| 2014 | Wyclef Jean                      | "Divine Sorrow" (featuring Avicii)                                | Música sem álbum              |
| 2014 | Avicii                           | "The Days"                                                        | The Days/Nights               |
| 2014 | David Guetta                     | "Bang My Head" (with Sia)                                         | Listen                        |
| 2015 | Madonna                          | "HeartBreakCity"                                                  | Rebel Heart                   |
| 2015 | Madonna                          | "Wash All Over Me"                                                | Rebel Heart                   |
| 2015 | Madonna                          | "Messiah"                                                         | Rebel Heart                   |
| 2015 | Madonna                          | "Rebel Heart"                                                     | Rebel Heart                   |
| 2015 | Sharks                           | "The Rebel"                                                       | Música sem álbum              |
| 2015 | Galantis                         | "Gold Dust"                                                       | Pharmacy                      |
| 2015 | Galantis                         | "Dancin' To The Sound Of A Broken Heart"                          | Pharmacy                      |
| 2015 | Galantis                         | "Kill Em' With The Love"                                          | Pharmacy                      |
| 2015 | Galantis                         | "Call If You Need Me"                                             | Pharmacy                      |
| 2015 | Galantis                         | "You"                                                             | Pharmacy                      |
| 2015 | Avicii                           | "Waiting For Love"                                                | Stories                       |
| 2015 | Seinabo Sey                      | "Younger"                                                         | Pretend                       |
| 2015 | Seinabo Sey                      | "Poetic"                                                          | Pretend                       |
| 2015 | Seinabo Sey                      | "Hard Time"                                                       | Pretend                       |
| 2015 | Seinabo Sey                      | "Sorry"                                                           | Pretend                       |
| 2015 | Seinabo Sey                      | "Ruin"                                                            | Pretend                       |
| 2015 | Seinabo Sey                      | "Pistols At Dawn"                                                 | Pretend                       |
| 2016 | MishCatt                         | "Another Dimension"                                               | Highlighter                   |
| 2016 | Miike Snow                       | "Heart Is Full"                                                   | iii                           |
| 2017 | Johnossi                         | "On A Roll"                                                       | Blood Jungle                  |
| 2017 | Avicii                           | "Friend of Mine" (featuring Vargas & Lagola)                      | Avīci (01)                    |
| 2017 | Avicii                           | "Without You" (featuring Sandro Cavazza)                          | Avīci (01)                    |
| 2017 | Toby Radall                      | "Hold You Down"                                                   | ONE.                          |
| 2017 | Axwell Ʌ Ingrosso                | "More Than You Know"                                              | More Than You Know            |
| 2017 | Axwell Ʌ Ingrosso                | "Something New"                                                   | More Than You Know            |
| 2017 | Axwell Ʌ Ingrosso                | "This Time"                                                       | More Than You Know            |
| 2017 | Axwell Ʌ Ingrosso                | "Renegade"                                                        | More Than You Know            |
| 2017 | Axwell Ʌ Ingrosso                | "Sun Is Shining"                                                  | More Than You Know            |
| 2017 | Axwell Ʌ Ingrosso                | "On My Way"                                                       | More Than You Know            |
| 2017 | Axwell Ʌ Ingrosso                | "Dreamer"                                                         | More Than You Know            |
| 2017 | Axwell                           | "Barricade"                                                       | More Than You Know            |
| 2018 | Seinabo Sey                      | "I Love You"                                                      | I'm a Dream                   |
| 2018 | Seinabo Sey                      | "Never Get Used To"                                               | I'm a Dream                   |
| 2018 | Seinabo Sey                      | "I Owe You Nothing"                                               | I'm a Dream                   |
| 2018 | Seinabo Sey                      | "Breathe"                                                         | I'm a Dream                   |
| 2018 | Seinabo Sey                      | "Good In You"                                                     | I'm a Dream                   |
| 2018 | Ghost                            | "Dance Macabre"                                                   | Prequelle                     |
| 2018 | Ghost                            | "Life Eternal"                                                    | Prequelle                     |
| 2018 | MagnusTheMagnus                  | "It Don't Impress Me" (featuring Madi Banja)                      | Música sem álbum              |
| 2018 | MagnusTheMagnus                  | "Calling" (featuring KIDDO)                                       |                               |
| 2018 | David Guetta                     | "Light Headed" (with Sia)                                         | 7                             |
| 2018 | RØMANS                           | "Glitter & Gold"                                                  | Música sem álbum              |
| 2018 | Salvatore Ganacci                | "Kill A Soundboy" (featuring Nailah Blackman)                     | Música sem álbum              |
| 2019 | Gryffin                          | "You Remind Me" (featuring Stanaj)                                | Gravity                       |
| 2019 | Frank Walker & Astrid S          | "Only When It Rains"                                              | Música sem álbum              |
| 2019 | PRETTYMUCH                       | "Eyes Off You"                                                    | Phases - EP                   |
| 2019 | Avicii                           | "Peace Of Mind" (featuring Vargas & Lagola)                       | TIM                           |
| 2019 | Avicii                           | "Tough Love" (featuring Agnes, Vargas & Lagola)                   | TIM                           |
| 2019 | Avicii                           | "Excuse Me Mr Sir" (featuring Vargas & Lagola)                    | TIM                           |
| 2019 | Otto Knows                       | "About You"                                                       | Música sem álbum              |
| 2019 | Ghost                            | "Kiss The Go-Goat"                                                | Seven Inches of Satanic Panic |
| 2019 | Ghost                            | "Mary On A Cross"                                                 | Seven Inches of Satanic Panic |
| 2019 | Agnes                            | "Intro"                                                           | Nothing Can Compare           |
| 2019 | Agnes                            | "I Trance"                                                        | Nothing Can Compare           |
| 2019 | Agnes                            | "Not Dangerous"                                                   | Nothing Can Compare           |
| 2019 | Agnes                            | "Interlude (What Is Wrong)"                                       | Nothing Can Compare           |
| 2019 | Agnes                            | "Limelight"                                                       | Nothing Can Compare           |
| 2019 | Agnes                            | "Interlude (I Like To Sing)"                                      | Nothing Can Compare           |
| 2019 | Agnes                            | "Nothing Can Compare"                                             | Nothing Can Compare           |
| 2019 | Mapei                            | "Ether"                                                           | Sensory Overload              |
| 2020 | Galantis                         | "Steel"                                                           | Church                        |
| 2020 | Galantis                         | "Unless It Hurts"                                                 | Church                        |
| 2020 | Galantis                         | "Never Felt A Love Like This" (with Hook n Sling featuring Dotan) | Church                        |
| 2020 | Agnes                            | "Goodlife"                                                        | Música sem álbum              |

#### Créditos de composição e produção para artistas suecos locais
| Ano  | Artista         | Título                                      | Álbum                             |
| ---- | --------------- | ------------------------------------------- | --------------------------------- |
| 2007 | Danny           | "If Only You"                               | Heart Beats                       |
| 2008 | Amanda Jenssen  | "Do You Love Me?"                           | Killing My Darlings               |
| 2010 | Andreas Grega   | "Dom hade mycket att säga"                  | En sak i taget                    |
| 2013 | Veronica Maggio | "Sergels torg"                              | Handen i fickan fast jag bryr mig |
| 2013 | Veronica Maggio | "Jag lovar"                                 | Handen i fickan fast jag bryr mig |
| 2013 | Veronica Maggio | "Hela cabana" (featuring Håkan Hellström)   | Handen i fickan fast jag bryr mig |
| 2013 | Veronica Maggio | "Vá kvar"                                   | Handen i fickan fast jag bryr mig |
| 2013 | Veronica Maggio | "Låtsas som det regnar"                     | Handen i fickan fast jag bryr mig |
| 2013 | Veronica Maggio | "Hädanefter"                                | Handen i fickan fast jag bryr mig |
| 2013 | Veronica Maggio | "Dallas"                                    | Handen i fickan fast jag bryr mig |
| 2013 | Veronica Maggio | "Bas Gillar Hörn"                           | Handen i fickan fast jag bryr mig |
| 2013 | Veronica Maggio | "I min bil"                                 | Handen i fickan fast jag bryr mig |
| 2013 | Petter          | "Mighty" (featuring Newkid)                 | Början på allt                    |
| 2013 | Petter          | "Början på allt" (featuring Eye N'I)        | Början på allt                    |
| 2013 | Petter          | "April"                                     | Början på allt                    |
| 2013 | Petter          | "Håll om mig" (featuring Daniel Adams-Ray)  | Början på allt                    |
| 2013 | Petter          | "Tills döden skiljer oss åt"                | Början på allt                    |
| 2013 | Petter          | "King" (featuring Lilla Namo)               | Början på allt                    |
| 2013 | Petter          | "Maj"                                       | Början på allt                    |
| 2013 | Petter          | "Arbete"                                    | Början på allt                    |
| 2013 | Petter          | "Alla vet" (featuring Agnes)                | Början på allt                    |
| 2013 | Petter          | "Fristad"                                   | Början på allt                    |
| 2013 | Petter          | "Juni"                                      | Början på allt                    |
| 2013 | Petter          | "Sitter på en dröm"                         | Början på allt                    |
| 2013 | Petter          | "Minnen del II"                             | Början på allt                    |
| 2013 | Petter          | "Släpp mig fri"                             | Början på allt                    |
| 2013 | Rasmus Seebach  | "I min t-shirt"                             | Ingen kan love dig i morgen       |
| 2016 | Veronica Maggio | "Den första är alltid gratis"               | Den forrsta är alltid gratis      |
| 2016 | Veronica Maggio | "Vi mot världen"                            | Den forrsta är alltid gratis      |
| 2016 | Veronica Maggio | "Pang Pang"                                 | Den forrsta är alltid gratis      |
| 2018 | Petter          | "Kliv på!" (featuring Eye N'I)              | Lev nu                            |
| 2018 | Petter          | "Lev nu dö sen" (featuring Vargas & Lagola) | Lev nu                            |

## Prêmios e indicações
| Ano  | Prêmios                                 | Categoria                    | Nomeação | Resultado | Ref.   |
| ---- | --------------------------------------- | ---------------------------- | --- | --------- | ------ |
| 2008 | Prêmios Grammy Suecos                   | Melhor recém-chegado         | Ele mesmo | Indicado  | [ 21 ] |
| 2008 | Prêmios Grammy Suecos                   | Produtor do ano              | Ele mesmo | Indicado  | [ 21 ] |
| 2008 | Prêmios Grammy Suecos                   | Melhor Dança/Hiphop/Soul     | Ele mesmo | Indicado  | [ 21 ] |
| 2014 | Prêmios Grammy Suecos                   | Compositor do Ano            | Ele mesmo (com Salem Al Fakir & Magnus Lidehäll ) | Venceu    | [ 22 ] |
| 2014 | Os Prêmios MPA Suecos                   | Sucesso Internacional do Ano | Ele mesmo (com Salem Al Fakir & Magnus Lidehäll ) | Indicado  | [ 23 ] |
| 2015 | Prêmios Grammy Suecos                   | Compositor do Ano            | Ele mesmo (com Salem Al Fakir & Magnus Lidehäll ) | Indicado  | [ 24 ] |
| 2015 | Os Prêmios MPA Suecos                   | Sucesso Internacional do Ano | Ele mesmo (com Salem Al Fakir ) | Indicado  | [ 25 ] |
| 2016 | Prêmios Grammy Suecos                   | Compositor do Ano            | Ele mesmo (com Salem Al Fakir, Magnus Lidehäll & Seinabo Sey ) | Indicado  | [ 26 ] |
| 2018 | Prêmios Grammy Suecos                   | Compositor do Ano            | Vargas e Lagola | Indicado  | [ 27 ] |
| 2018 | Os Prêmios MPA Suecos (junto com STIM ) | Música mais tocada 2017      | Axwell Ʌ Ingrosso – " More Than You Know " | Venceu    | [ 28 ] |
| 2018 | Os Prêmios MPA Suecos                   | Canção do ano                | Avicii - "Without You" (feat. Sandro Cavazza ) | Indicado  | [ 29 ] |
| 2019 | Os Prêmios MPA Suecos (junto com STIM ) | Música mais tocada 2018      | Avicii - "Without You" (feat. Sandro Cavazza ) | Venceu    | [ 30 ] |
| 2020 | Prêmios Grammy Suecos                   | Produtor do ano              | Ele mesmo Tim Bergling, Salem Al Fakir, Albin Nedler, Kristoffer Fogelmark, Carl Falk, Lucas von Bahder, Marcus Thunberg Wessel                                              | Indicado  | [ 31 ] |
| 2020 | Prêmios Grammy Suecos                   | Compositor do Ano            | Ele mesmo, Tim Bergling, Salem Al Fakir, Albin Nedler, Kristoffer Fogelmark, Isak Alverus, Carl Falk, Joakim Berg, Lucas von Bahder, Marcus Thunberg Wessel, Martin Svensson | Indicado  |        |